# 犁地果
犁地果（学名：Rheedia edulis）为金絲桃科瑞地亞木屬下的一个种。